# Алтынколь (станция)
Алтынколь — железнодорожная станция Алматинского отделения Казахстанских железных дорог. Расположена на участке Жетыген — Алтынколь. Открыта в 2011 году в составе участка Жетыген — Алтынколь — граница с Китаем, в сентябре 2012 года началось движение пассажирских поездов. Недалеко расположено КПП Нурлы жол.